# Olaf II. Norský
Olaf II. Norský či Olaf II. Haraldsson (995, Ringerike – 29. července 1030), byl norský král v letech 1015 až 1028. Během jeho života se mu přezdívalo Tlustý a po jeho kanonizaci začal být znám jako Svatý Olaf. Narodil se v roce, kdy se Olaf Tryggvason vrátil do Norska a ujal se vlády. Jeho otcem byl Harald Grenske, jeden z potomků prvního norského krále Haralda I. Krásnovlasého.
Král Olaf II. Haraldsson byl ve staronorštině a moderní islandštině nazýván Oláfr hinn helgi. V současné norštině se používá jméno Olav.

## Vláda
Po několika letech strávených v Anglii, kdy bojoval po boku krále Ætelreda s Dány, se vrátil roku 1015 do Norska a prohlásil se norským králem, maje podporu pěti králů z Uplandu. Začal si podmaňovat západní Norsko, kterému vládli jarlové z Lade. Roku 1016 u Nesjaru porazil dánského místodržícího Sveinna Hákonarson, do té doby skutečného vládce Norska. Mohl se radovat z několika let moci, kterou zatím nezískal žádný jeho předchůdce na trůnu. Ovládl Østland i Trøndelag a v celém království prosazoval křesťanství. Roku 1020 na sněmu v Monsteru ve Vestfoldu zavedl první „křesťanský zákoník“.
Trval na svém nároku na léno na Orkneje, dosáhl míru se švédským králem Olofem Skötkonungem přes Þorgnýra Zákonodárce, a na nějaký čas byl zasnouben s jeho dcerou, švédskou princeznou Ingegerd Olofsdotter. Nakonec se však v roce 1019 oženil s jinou Olofovou dcerou Astrid Olofsdotter, údajně bez jeho souhlasu. Jeho jediná dcera narozená v manželství s Astrid Wulfhilda se později vdala za vévodu Ordulfa Saského.

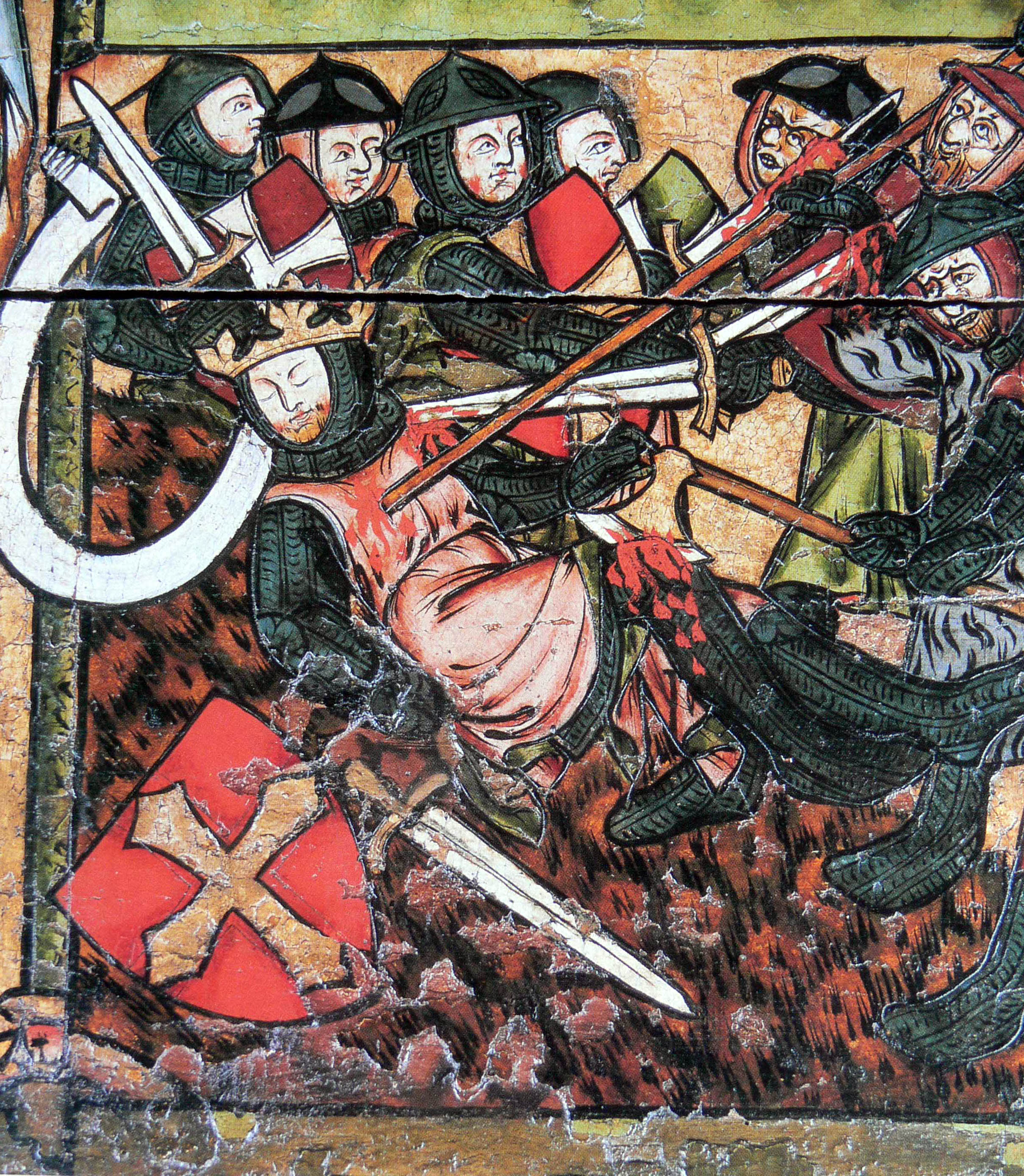
Smrt Olafa II., oltář v Trøndelagu, 1. pol. 13. století.

Olafovy úspěchy však nebyly trvalé, roku 1026 prohrál v bitvě u Helgeå a roku 1028 ho norská šlechta, vroucí nespokojeností a sjednocená pod dánským králem Knutem Velikým, přinutila k odchodu ze země do Kyjevské Rusi.
Během své cesty setrval nějaký čas ve Švédsku v Nerike, kde podle místních legend pokřtil mnoho místních obyvatel. V roce 1030 se Olaf chopil příležitosti znovuzískat království po smrti Knutova vicekrále Håkona Eirikssona, byl zabit v bitvě u Stiklestadu, kde se proti němu obrátili někteří jeho vlastní poddaní.

## Svatost
Soudě z prostých historických fakt, zdá se, že Olaf byl, více než cokoliv jiného, celkem neúspěšným vládcem, který zakládal svou moc na jistém druhu spojenectví s mocnějším králem Knutem I. Velikým a který byl zahnán do vyhnanství, když se snažil chopit moci sám pro sebe, a jehož snaha dobýt zpět ztracené království byla rychle rozdrcena. Proto si důvod, proč získal takové postavení po své smrti, žádá vysvětlení. Nejdůležitější jsou tři faktory: jeho role při šíření křesťanství v Norsku, poměry mezi vládnoucími rody a potřeba legitimizovat následující období.

### Šíření křesťanství
Olaf je všeobecně považován za hlavního strůjce obrácení a konečného upevnění pozice křesťanství v Norsku. To je ovšem značně nadsazeno, již před příchodem a vládou Olafa byly na pobřeží Norska velké kamenné kříže a jiné křesťanské symboly ukazující na hlubší vliv křesťanství. A až na jednu výjimku byli všichni norští vládci křesťany, počínaje Hakonem I. Dobrotivým (kolem 920–961), a také Olafův hlavní rival Knut I. Veliký byl křesťanem.
Co se zdá zjevné, je fakt, že se Olaf snažil založit církev v širším měřítku než kdokoli před ním, mimo jiné zval biskupy z Anglie i Německa. A snažil se také prosazovat křesťanství ve vnitrozemí, kam do té doby křesťanství nedosáhlo. Hospodářství vnitrozemí bylo mnohem silněji závislé na zemědělství, což vedlo k náchylnosti vyznávat kult plodnosti více než ve světu otevřených a hospodářsky rozmanitějších pobřežních oblastech na západě Norska.

### Vznik Olafova kultu
Z nejrůznějších důvodů, byla nejdůležitějším okamžikem smrt krále Knuta I. Velikého roku 1035. Možná to byla jistá nespokojenost norské šlechty, která špatně snášela dánskou vládu a která poté dosadila na místo vládce Norska Olafova syna Magna I. Dobrého. Nakonec se Magnus ujal vlády také v Dánsku a během jeho vlády bylo svatému Olafovi zasvěceno velké množství kostelů, ságy zmiňují podobné snahy prosazování kultu svatého Olafa především u tohoto mladého krále. Některé zdroje hovoří také o hladomoru, který zasáhl Norsko po Olafově smrti.

### Svatý Olaf

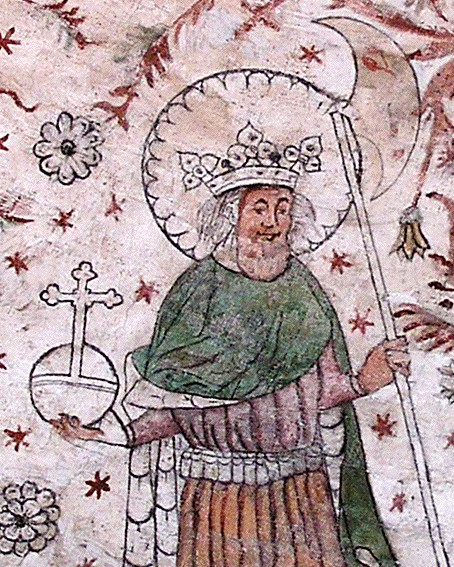
Svatý Olaf.

Mezi biskupy, se kterými se vrátil Olaf z Anglie, byl biskup Grimkell (Grimkillus). Byl pravděpodobně jediným biskupem z norské misie, který opustil zemi po Olafově smrti a který stál za translací a blahořečením Olafa 3. srpna 1031.
Taková rychlost vyřízení formální kanonizační procedury nebyla u papežského dvora obvyklá; od Olafova případu se tomu nestalo až do roku 1888. Grimkell byl později jmenován biskupem v diecézi Selsey v jihovýchodní Anglii. To je také pravděpodobný důvod, proč jsou rané stopy liturgického kultu svatého Olafa nalézány v Anglii. Modlitby za svatého Olafa jsou v takzvaném „Leofricově kolektáři“ z roku kolem 1050, kdy byla odkázána biskupem Leofricem z Exeteru církvi v Exeteru, sousední diecézi Selsey. Tento anglický kult byl krátkodobý.
Adam z Brém se zmiňuje kolem roku 1070 o poutním místě v Nidarosu, ale to je jediná doložená zmínka o kultu svatého Olafa v Norsku před polovinou 12. století. Od těchto dob je také zmiňován jako „Věčný král Norska“, „Rex Perpetuus Norvegiæ“. Na přelomu let 1152 a 1153 byl Nidaros oddělen od Lundu jako samostatné arcibiskupství. Je pravděpodobné, že jakkoli formální či neformální – jistě to nevíme – bylo uctívání Olafa jako světce, byl v Nidarosu uctíván již dříve před vyzdvižením Nidarosu na úroveň arcidiecéze.
Během návštěvy papežského nuncia, Nicholase Breakspeara (pozdějšího papeže Hadriána IV.), byla přednesena báseň „Geisli“ („sluneční paprsek“). V této básni jsou poprvé zmiňovány zázraky učiněné svatým Olafem. Jeden z nich byl vykonán v den Olafovy smrti, když jeden slepec začal znovu vidět, poté, co si promnul oči rukou, která byla potřísněna světcovou krví.
Texty, které byly použity pro liturgické mše za svatého Olafa během většiny středověku, byly pravděpodobně sestaveny Eysteinem Erlendssonem, druhým norským arcibiskupem v letech 1161–1189. Devět zázraků zaznamenaných v „Geisli“ bylo základem těchto modlitbách.
Mše za svatého Olafa se rozšířily do severských zemí. Mimo raný Olafův kult zaznamenaný v Anglii, existují osamocené zmínky v severských oblastech. V Anglii mu bylo zasvěceno několik kostelů (často jako St Olave). Anglikánský kostel „St Olave Hart Street“ v City of London je pohřebním místem Samuela Pepyse a jeho ženy. Na jiném místě jižně od London Bridge bylo dáno jeho jméno Tooley Street a St Olave's Poor Law Union, který se později stal Metropolitan Borough of Bermondsey, jehož chudobinec v Rotherhithe dostal taktéž jeho jméno St Olave's Hospital, dnes je to dům pro starší občany ležící několik stovek metrů od St Olaf's Church, který patří Norské církvi v Londýně.
Norský královský řád svatého Olafa byl založen roku 1847 Oskarem I., králem norským a švédským, na paměť krále Olafa. Je nazýván Rex Perpetuus Norvegiæ, Věčný král Norska, již od 13. století. Svatý Olaf bývá vyobrazován s vikinskou sekerou.
Jedinou zemí držící svátek na počest svatého Olafa 29. července jsou Faerské ostrovy, vizte Ólavsøka.